# Lista över Haitis statschefer

Presidentens standar.

Detta är en lista över Haitis statsöverhuvuden.
| Namn                    | Ämbetsperiod                        | Titel                                |
| ----------------------- | ----------------------------------- | ------------------------------------ |
| Jean-Jacques Dessalines | 1 januari – 22 september 1804       | Generalguvernör                      |
| Jacques I               | 22 september 1804 – 17 oktober 1806 | Kejsare                              |
| Henri Christophe        | 17 oktober 1806 – 17 februari 1807  | Provisorisk chef för Haitis regering |
| Henri Christophe        | 17 februari 1807 – 28 mars 1811     | President                            |
| Henrik I                | 28 mars 1811 – 8 oktober 1820       | Kung                                 |

Haiti (II)
| Namn                            | Ämbetsperiod                       | Titel                                                 |
| ------------------------------- | ---------------------------------- | ----------------------------------------------------- |
| Henry Christophe                | 28 december 1806 – 27 januari 1807 | President                                             |
| Bruno Blanchet                  | 27 januari – 10 mars 1807          | Tillförordnad president                               |
| Alexandre Sabès Pétion          | 10 mars 1807 – 9 mars 1811         | President                                             |
| Jean-Chrisostôme Imbert         | 9 mars – 10 mars 1811              | Tillförordnad president                               |
| Alexandre Sabès Pétion          | 10 mars 1811 – 9 mars 1815         | President                                             |
| Jean-Chrisostôme Imbert         | 9 mars – 10 mars 1815              | Tillförordnad president                               |
| Alexandre Sabès Pétion          | 10 mars 1815 – 29 mars 1818        | President                                             |
| Jean-Chrisostôme Imbert         | 29 mars – 30 mars 1818             | Tillförordnad president                               |
| Jean-Pierre Boyer               | 30 mars 1818 – 13 mars 1843        | President                                             |
| Charles Hérard Rivière          | 13 mars – 4 april 1843             | President                                             |
| José María Imbert               | 4 april – 5 april 1843             | chef för provisorisk regering                         |
| Charles Hérard Rivière          | 5 april 1843 – 2 maj 1844          | President                                             |
| Louis Jean-Jacques Acaau        | 1844 – 1844                        | upprorsledare                                         |
| Philippe Guerrier               | 3 maj 1844 – 15 april 1845         | President                                             |
| Alexis Beaubrun Ardouin         | 15 april – 16 april 1845           | Statssekreterarnas råd                                |
| Jacques Sylvain Gelin Hyppolite | 15 april – 16 april 1845           | Statssekreterarnas råd                                |
| Jean Paul                       | 15 april – 16 april 1845           | Statssekreterarnas råd                                |
| Jean-Louis Pierrot              | 16 april 1845 – 1 mars 1846        | President                                             |
| Jean-Baptiste Riché             | 1 mars 1846 – 27 februari 1847     | President                                             |
| Céligny Ardouin                 | 27 februari – 1 mars 1847          | Statssekreterarnas råd                                |
| Alexis Maurice Dupuy            | 27 februari – 1 mars 1847          | Statssekreterarnas råd                                |
| Faustin Soulouque               | 1 mars 1847 – 26 augusti 1849      | President                                             |
| Faustin I                       | 26 augusti 1849 – 15 januari 1859  | President                                             |
| Fabre Geffrard                  | 15 januari 1859 – 13 mars 1867     | President                                             |
| Jean Nicholas Nissage-Saget     | 20 mars – 4 maj 1867               | President                                             |
| Sylvain Salnave                 | 4 maj 1867 – 27 december 1869      | President                                             |
| Jean Nicholas Nissage-Saget     | 27 december 1869 – 13 maj 1874     | President                                             |
| Darius Denis                    | 13 maj – 14 juni 1874              | Statssekreterarnas råd                                |
| Désilus Lamour                  | 13 maj – 14 juni 1874              | Statssekreterarnas råd                                |
| Turenne Carrié                  | 13 maj – 14 juni 1874              | Statssekreterarnas råd                                |
| Michel Domingue                 | 14 juni 1874 – 15 april 1876       | President                                             |
| Pierre Boisrond-Canal           | 23 april 1876 – 17 juli 1879       | President                                             |
| Joseph Lamothe                  | 26 juli – 2 oktober 1879           | President                                             |
| Lysius Salomon                  | 2 oktober 1879 – 10 augusti 1888   | President                                             |
| Pierre Boisrond-Canal           | 10 augusti – 16 oktober 1888       | President                                             |
| François Denys Légitime         | 16 oktober 1888 – 22 augusti 1889  | President                                             |
| Monpoint Jeune                  | 23 augusti – 17 oktober 1889       | President                                             |
| Florvil Hyppolite               | 17 oktober 1889 – 24 mars 1896     | President                                             |
| Tirésias Simon-Sam              | 24 mars 1896 – 12 maj 1902         | President                                             |
| Pierre Boisrond-Canal           | 26 mars – 17 december 1902         | President                                             |
| Pierre Nord Alexis              | 17 december 1902 – 2 december 1908 | President                                             |
| Louis Boisrond-Canal            | 2 december 1908 – 5 december 1908  | Ordförande i kommissionen för allmän ordning          |
| Antoine Simon                   | 6 december 1908 – 3 augusti 1911   | President                                             |
| Cincinnatus Leconte             | 24 juli 1911 – 8 augusti 1912      | President                                             |
| Tancrède Auguste                | 8 augusti 1912 – 3 maj 1913        | President                                             |
| Michel Oreste                   | 12 maj 1913 – 27 januari 1914      | President                                             |
| Edmond Polynice                 | 27 januari – 8 februari 1914       | Ordförande i kommittén för folkets välfärd            |
| Oreste Zamor                    | 8 februari – 29 oktober 1914       | President                                             |
| Edmond Polynice                 | 29 oktober – 6 november 1914       | Ordförande i kommittén för folkets välfärd            |
| Joseph Davilmar Théodore        | 6 november 1914 – 22 februari 1915 | President                                             |
| Vilbrun Guillaume Sam           | 25 februari – 28 juli 1915         | President                                             |
| Revolutionskommitté             | 28 juli – 11 augusti 1915          | President                                             |
| Sudre Dartiguenave              | 12 augusti 1915 – 15 maj 1922      | President                                             |
| Louis Borno                     | 15 maj 1922 – 15 maj 1930          | President                                             |
| Louis Eugène Roy                | 15 maj – 18 november 1930          | President                                             |
| Sténio Vincent                  | 18 november 1930 – 15 maj 1941     | President                                             |
| Élie Lescot                     | 15 maj 1941 – 11 januari 1946      | President                                             |
| Franck Lavaud                   | 11 januari – 16 augusti 1946       | Ordförande i militärjunta                             |
| Dumarsais Estimé                | 16 augusti 1946 – 10 maj 1950      | President                                             |
| Franck Lavaud                   | 10 maj – 6 december 1950           | Ordförande i regeringsjunta                           |
| Paul Magloire                   | 6 december 1950 – 12 december 1956 | President                                             |
| Joseph Pierre-Louis             | 12 december 1956 – 4 februari 1957 | provisorisk president                                 |
| Franck Sylvain                  | 7 februari – 1 april 1957          | provisorisk president                                 |
| Léon Cantave                    | 1 april – 6 april 1957             | Arméchef i generalstaben                              |
| Exekutivt regeringsråd          | 6 april – 20 maj 1957              | President                                             |
| Léon Cantave                    | 20 maj – 25 maj 1957               | President                                             |
| Daniel Fignolé                  | 25 maj – 14 juni\| 1957            | President                                             |
| Antonio Thrasybule Kebreau      | 14 juni – 22 oktober 1957          | President                                             |
| François Duvalier               | 22 oktober 1957 – 21 april 1971    | President                                             |
| Jean-Claude Duvalier            | 21 april 1971 – 6 februari 1986    | President                                             |
| Henri Namphy                    | 6 februari 1986 – 7 februari 1988  | Ordförande i Nationella Rådet                         |
| Leslie Manigat                  | 7 februari – 20 juni 1988          | President                                             |
| Henri Namphy                    | 20 juni – 17 september 1988        | President                                             |
| Prosper Avril                   | 17 september 1988 – 10 mars 1990   | President                                             |
| Hérard Abraham                  | 10 mars – 13 mars 1980             | Interimspresident                                     |
| Ertha Pascal-Trouillot          | 13 mars 1990 – 7 januari 1991      | provoisorisk president                                |
| Roger Lafontant                 | 7 januari – 7 januari 1991         | provisorisk president (i ämbetet endast några timmar) |
| Ertha Pascal-Trouillot          | 7 januari – 7 februari 1991        | provisorisk President                                 |
| Jean-Bertrand Aristide          | 7 februari – 30 september 1991     | President                                             |
| Raoul Cédras                    | 1 oktober – 8 oktober 1991         | Ledare för militärjunta                               |
| Joseph Nérette                  | 8 oktober 1991 – 19 juni 1992      | provisorisk president                                 |
| Marc Bazin                      | 19 juni 1992 – 15 juni 1993        | Tillförordnad president                               |
| Jean-Bertrand Aristide          | 15 juni 1993 – 12 maj 1994         | President                                             |
| Émile Jonassaint                | 12 maj – 12 oktober 1994           | Tillförordnad president                               |
| Jean-Bertrand Aristide          | 12 oktober 1994 – 7 februari 1996  | President                                             |
| René Préval                     | 7 februari 1996 – 7 februari 2001  | President                                             |
| Jean-Bertrand Aristide          | 7 februari 2001 – 29 februari 2004 | President                                             |
| Boniface Alexandre              | 29 februari 2004 – 7 maj 2006      | Tillförordnad president                               |
| René Préval                     | 7 maj 2006 – 14 maj 2011           | President                                             |
| Michel Martelly                 | 14 maj 2011 – 7 februari 2016      | President                                             |
| Ministerråd                     | 7 februari 2016 – 14 februari 2016 | Ministerråd                                           |
| Jocelerme Privert               | 14 februari 2016 – 7 februari 2017 | Interimspresident                                     |
| Jovenel Moïse                   | 7 februari 2017 – 7 juli 2021      | President (mördad)                                    |
| Claude Joseph                   | 7 juli 2021 – 20 juli 2021         | Tillförordnad president                               |
| Ariel Henry                     | 20 juli 2021 – 24 april 2024       | Tillförordnad president                               |
| Edgard Leblanc Fils             | 25 april 2024 – 7 oktober 2024     | Tillförordnad president                               |
| Leslie Voltaire                 | 7 oktober 2024 –                   | Tillförordnad president                               |